# 蕭楚喬
蕭楚喬（1929年8月23日—），中華民國政治人物，海軍少將，曾任海軍南陽軍艦上校艦長、海軍192艦隊長、參謀本部後勤助理次長、海軍航海學校少將校長，1982年（71年），率領海軍遠航支隊完成中華民國海軍建軍以來史上首次訪問沙烏地阿拉伯。
後代表中國國民黨在高雄市選區當選為第一屆第五次增額立法委員。

## 著作
- 蕭, 楚喬. . 棋碁文化出版社. 2005. ISBN 978-9-572-99779-6.